# Slammiversary (2020)
Slammiversary (2020) – gala wrestlingu, zorganizowana przez amerykańską federację Impact Wrestling (IW), która była nadawana na żywo w systemie pay-per-view i za pośrednictwem platformy Fite.tv. Odbyła się 18 lipca 2020 w Skyway Studios w Nashville. Była to szesnasta gala z cyklu Slammiversary, a zarazem drugie pay-per-vie IW w 2020. Organizacja celebrowała osiemnastą rocznicę powstania.
Karta walk składała się z siedmiu pojedynków, w tym pięciu o tytuły mistrzowskie. Walką wieczoru był Fatal Five Way Elimination match o zawieszone Impact World Championship, w którym zycięstwo odniósł Eddie Edwards po pokonaniu Ace’a Austina, Treya oraz powracających Richa Swanna (kontuzja) i Erica Younga (zwolnienie z WWE). W pojedynku drużynowym The North (Ethan Page i Josh Alexander) zachowali Impact World Tag Team Championship, zwyciężając Samiego Callihana i Kena Shamrocka. Samozwańczy TNA World Heavyweight Champion, Moose, obronił tytuł mistrzowski w walce z Tommym Dreamerem w Old School Rules matchu, natomiast Willie Mack, Impact X Division Champion oraz Jordynne Grace, Impact Knockouts Championka, utracili pasy mistrzowskie odpowiednio na rzecz Chrisa Beya i Deonny Purrazzo. W czasie wydarzenia zadebiutowali The Good Brothers (Doc Gallows i Karl Anderson) i Heath Miller, powrócili zaś EC3, The Motor City Machine Guns (Alex Shelley i Chris Sabin) oraz dwaj wspomniani uczestnicy walki wieczoru.

## Tło
W odcinku Impactu!, wyemitowanym 2 czerwca 2020, Impact Wrestling zakomunikował za pośrednictwem krótkiego filmu, że szesnasta edycja Slammiversary odbędzie się w sobotni wieczór, 18 lipca. Dotychczas wszystkie najważniejsze gale federacja miały miejsce w niedzielę.

## Rywalizacje
Slammiversary oferowało walki wrestlingu z udziałem różnych zawodników na podstawie przygotowanych wcześniej scenariuszy i rywalizacji, które są realizowane podczas cotygodniowych odcinków programu Impact!. Wrestlerzy odgrywają role pozytywnych (face) lub negatywnych bohaterów (heel), którzy rywalizują pomiędzy sobą w seriach walk mających budować napięcie.

### Fatal Four Way match o Impact World Championship
W odcinku Impactu!, wyemitowanym 9 czerwca, wiceprezes federacji, Scott D’Amore wydał oświadczenie w sprawie nieobecności Impact World Championki, Tessy Blanchard, która od czasu wybuchu pandemii wirusa SARS-CoV-2 przebywała w Meksyku wraz ze swoim narzeczonym i nie pojawiła się na żadnym z dwóch serii nagrań telewizyjnych programu federacji. Ogłosił on, że mistrzyni świata zmierzy się z Michaelem Elginem, Eddiem Edwardsem, Acem Austinem i Treyem w Fatal Five Way matchu. Elgin i Edwards zostali pretendentami przed kwietniową galą Rebellion, gdzie mieli zmierzyć się z Blanchard w Three Way matchu o główny tytuł federacji, ale z uwagi na absencję mistrzyni i Edwardsa (obawa o zdrowie rodziny), mecz się nie odbył. Austin został pretendentem po zwycięstwie w ośmioosobowym turnieju, rozegranym na przełomie maja i czerwca. Natomiast Trey, członek zespołu The Rascalz, otrzymał to miano w nagrodę, ponieważ jako finalista wspomnianych zawodów, nie mógł wziąć udziału w decydującej walce po ataku nieznanego napastnika. Zastąpił go jego towarzysz z drużyny, Wentz, który jednak musiał uznać wyższość Austina.
22 czerwca Impact Wrestling wydał oświadczenie, zrywając współpracę z Joeyem Ryanem i Dave’em Cristem i zawieszając w prawach zawodnika Michaela Elgina. Powodem tej decyzji były zarzuty seksualne, jakie wystosowały wobec tych zawodników różne kobiety w czasie akcji Speaking Out. Cztery dni później, po zakończeniu wewnętrznego śledztwa, Elgin również został zwolniony. 27 czerwca organizacja podała komunikat, że rozwiązała kontrakt z Tessą Blanchard i pozbawiła ją pasa mistrzowskiego po 165 dniach panowania. Wrestlerka nie wykazywała należytej współpracy z federacja. W ostatnim dniu czerwca ogłoszono, że Ace Austin, Eddie Edwards, Trey i tajemniczy czwarty zawodnik stawią sobie czoło w Fatal Four Way match o zawieszone Impact World Championship.

### Jordynne Grace vs. Deonna Purrazzo
W maju federacja zaczęła emitować winiety zapowiadające powrót Deonny Purrazzo, która została zwolniona z WWE miesiąc wcześniej wraz z kilkunastoma innymi osobami w wyniku zredukowania kosztów podczas pandemii wirusa SARS-CoV-2. Zawodniczka pojawiła się w odcinku Impactu!, wyemitowanym 9 czerwca, aby pogratulować Jordynne Grace udanej obrony Impact Knockouts Championship przeciwko Tayi Valkyrie. Niespodziewanie zaatakowała mistrzynię za pomocą swojej charakterystycznej akcji submissionowej, Fujiwara armbar, obierając tym samym rolę heela. Wkrótce wyjaśniła, że jej głównym celem jest zdobycie mistrzostwa kobiet. Tydzień później przerwała zakulisowy wywiad Grace i ponowiła atak. Impact Wrestling ogłosił 23 czerwca, że obie Knockoutki stawią sobie czoło na Slammiversary w walce o Impact Knockouts Championship.

### Willie Mack vs. Chris Bey
W pierwszym dniu gali Rebellion (21 kwietnia) Willie Mack pokonał Ace’a Austina, zdobywając Impact X Division Championship. W drugiej części wydarzenia (28 kwietnia) Chris Bey odniósł zwycięstwo nad Rohitem Raju, Suicidem i Treyem w Four Way X Division matchu. Po wygranej zawodnik oświadczył, że zasługuje na miano pretendenta do pasa mistrzowskiego X Division. Na początku maja Bey wziął udział w trzyosobowym pojedynku mistrzowskim, lecz musiał uznać wyższość Macka; trzecim zawodnikiem był Austin. Dwa tygodni później, 19 maja, Mack obronił tytuł przeciwko Johnny’emu Swingerowi. Po pojedynku Bey wsparł przegranego i razem zaatakowali mistrza. Razem utworzyli zespół, który Swinger nazwał „The Finesse and Bench Press Express”. W odcinku Impactu! z 29 czerwca połączyli siły z Rohitem Raju, pokonując Macka i The Deaners (Cody i Cousin Jake) w Six Man Tag Team matchu, w którym Bey przypiął mistrza X Division. Dwa dni później federacja ogłosiła mecz między tą dwójką o tytuł mistrzowski, natomiast Johnny Swinger, za zamiar przekupienia sędziego, otrzymał zakaz pobytu przy ringu podczas Slammiversary.

### Gauntlet match kobiet
Federacja ogłosiła 29 czerwca, że Knockoutki stoczą Gauntlet match o miano pretendentki do walki o Impact Knockouts Championship. Potwierdzono w nim udział Alishy Edwards, Havok, Kiery Hogan, Kimber Lee, Kylie Rae, Nevaeh, Rosemary, Susie, Tashy Steelz i Tayi Valkyrie. W odcinku Impactu! z 7 lipca Madison Rayne ujawniła w swoim talk show Locker Room Talk, że będzie kolejną uczestniczką tego pojedynku.

### The North vs. Sami Callihan i Ken Shamrock
W marcu Sami Callihan i Ken Shamrock rozpoczęli feud, którego kulminacją był Unsanctioned match w pierwszej części Rebellion. Zwycięstwo odniósł Shamrock, zmuszając rywala do poddania się po wykonaniu na nim ankle locku. Wrestlerzy nie pogodzili się jednoznacznie, lecz połączyli siły, by rywalizować z Michaelem Elginem. Kanadyjczyk wyeliminował Shamrocka w nieczysty sposób z turnieju o miano pretendenta do tytułu mistrzowskiego po brutalnym ataku podczas show Madison Rayne. Ostatecznie Elgin pokonał rywali 9 czerwca w Three Way matchu. Tymczasem The North (Ethan Page i Josh Alexander) zwyciężali kolejnych rywali w obronie Impact World Tag Team Championship, w tym 16 czerwca The Rascalz (Dez i Wentz). Zauważyli jednak, że nikt nie interesuje się ich sukcesami, natomiast zawodnicy i pracownicy federacji z o wiele większym zaciekawieniem oglądali dokument na platformie Impact Plus poświęcony dokonaniom Kena Shamrocka. Tydzień później Alexander wyzwał weterana do walki, zanim jednak do niej doszło, The North zaatakowali rywala. 30 czerwca zespół zaczął drwić z Shamrocka, co spowodowało bijatykę. Po stronie osamotnionego zawodnika stanął Sami Callihan. Tego samego dnia wiceprezes federacji, Scott D’Amore ustalił walkę między drużynami, stawiając na szali mistrzostwo drużynowe. 7 lipca Callihan pokonał Alexandra dzięki pomocy Shamrocka, który powstrzymał Page’a przed ingerencją w pojedynek.

### Moose vs. Tommy Dreamer
Po pokonaniu kilku zasłużonych zawodników Total Nonstop Action Wrestling i zwycięstwie nad Michaelem Elginem i Hernandezem w walce wieczoru drugiej części Rebellion, Moose samowolnie obwołał się TNA World Heavyweight Championem. Był butny i nakazywał sędziom oraz konferansjerowi zachowywać wszelkie zwyczaje zarezerwowane dla prawowitych mistrzów. Bronił tytuł mistrzowski przeciwko Hernandezowi, dwukrotnie przeciwko Suicide’owi, na koniec zaś przeciwko Crazzy Steve’owi. Po ostatnim z wymienionych meczów, brutalnie napadł na rywala, któremu pomógł Tommy Dreamer. Były zawodnik ECW również został zaatakowany przez Moose’a. Tego samego dnia Dreamer wygłosił promo, pochwalił wrodzone zdolności przeciwnika, z drugiej strony zganił go za podążanie za pieniędzmi i brak serca i pasji do wrestlingu. Nazwał go zmarnowanym talentem. Moose zgłosił protest i zażądał publicznych przeprosin. W następnym tygodniu Dreamer przeczytał stosowne pismo, stosując prześmiewcze uwagi wobec oponenta, ponadto ironicznie stwierdził, że „TNA Championship Committee” ogłosiła ich walkę o TNA World Heavyweight Championship na Slammiversary. Stypulacją pojedynku został Old School Rules match. 14 lipca Dreamer we współpracy z Crazzy Steve’em pokonali Moose’a i Rohita Raju.

### Otwarte wyzwanie The Rascalz
Impact Wrestling ogłosił 16 lipca, że na Slammiversary The Rascalz przyjmą wyzwanie każdego tag teamu, który zgłosi chęć walki przeciwko nim.

### Zapowiedzi powrotów i debiutów
Federacja WWE rozpoczęła 16 kwietnia serię zwolnień zawodników i pracowników zakulisowych w związku z oszczędnościami podczas pandemii Covid–19. 1 czerwca Impact Wrestling opublikował wideo promujące Slammiversary, w którym zakapturzona postać piła alkohol i oglądała serwis informacyjny. Zawarto w nim aluzje powrotów i debiutów wspomnianych zawodników na Slammiversary, w tym przynajmniej jednego byłego mistrza świata. Wymieniono wiele nazwiska, ponadto w odcinkach Impactu! zasugerowano odbudowę Teamu Canada i Aces & Eights. 7 lipca ujawniono, że dawny mistrz świata nie przybędzie na wydarzenie sam, gdy trzy nieznane osoby sięgnęły po szklanki z alkoholem.

## Karta walk
Zestawienie zostało opracowane na podstawie źródła:
| Nr                                 | Wyniki                                                                                      | Stypulacje                                                                                | Czas  |
| ---------------------------------- | ------------------------------------------------------------------------------------------- | ----------------------------------------------------------------------------------------- | ----- |
| 1                                  | The Motor City Machine Guns (Alex Shelley i Chris Sabin) pokonali The Rascalz (Dez i Wentz) | Tag Team match                                                                            | 14:17 |
| 2                                  | Moose (c) pokonał Tommy’ego Dreamera                                                        | Old School Rules match o nieuznawane TNA World Heavyweight Championship                   | 11:18 |
| 3                                  | Kylie Rae pokonała jako ostatnią Tayę Valkyrie                                              | Gauntlet for the Gold match o miano pretendentki do walki o Impact Knockouts Championship | 19:20 |
| 4                                  | Chris Bey pokonał Williego Macka (c)                                                        | Singles match o Impact X Division Championship                                            | 10:01 |
| 5                                  | The North (Ethan Page i Josh Alexander) (c) pokonali Kena Shamrocka i Samiego Callihana     | Tag Team match o Impact World Tag Team Championship                                       | 15:56 |
| 6                                  | Deonna Purrazzo pokonała Jordynne Grace (c)                                                 | Singles match o Impact Knockouts Championship                                             | 15:12 |
| 7                                  | Eddie Edwards pokonał Ace’a Austina, Treya, Richa Swanna i Erica Younga                     | Fatal Five Way Elimination match o zawieszone Impact World Championship                   | 24:25 |
| (c) – mistrz/mistrzyni przed walką |                                                                                             |                                                                                           |       |